# Alberts Kviesis
Alberts Kviesis (22 dicembre 1881 – Riga, 9 agosto 1944) è stato un politico lettone.
È stato il terzo Presidente della Lettonia, in carica dall'aprile 1930 all'aprile 1936.
Dal giugno 1921 al gennaio 1923 ha ricoperto la carica di Ministro dell'interno nel Governo guidato da Zigfrīds Anna Meierovics.